# Boll (herb szlachecki)
Boll – polski herb szlachecki z nobilitacji galicyjskiej.

## Opis herbu
Opis z wykorzystaniem zasad blazonowania, zaproponowanych przez Alfreda Znamierowskiego:
Na tarczy dzielonej w krzyż w polach I i III czarnych orzeł złoty w lewo; w polach II i IV, złotych, dwa skosy czarne.
Herb posiada dwa hełmy z klejnotami: klejnot I – orzeł jak w godle; klejnot II – trzy pióra strusie, złote między czarnymi.
Labry: czarne podbite złotem.

## Najwcześniejsze wzmianki
Nadany 21 września 1793 (dyplom z 9 sierpnia 1794) Franciszkowi Ksaweremu von Boll, z pierwszym stopniem szlachectwa (Edler von), za dwudziestoletnią pracę w służbie publicznej. Boll został wylegitymowany 26 listopada 1794.

## Herbowni
Ponieważ herb Boll był herbem własnym, z nobilitacji osobistej, prawo do posługiwania się nim przysługuje tylko jednemu rodowi herbownemu:
Boll.